# Les Aulneaux
Les Aulneaux  é uma comuna francesa na região administrativa da Pays de la Loire, no departamento de Sarthe. Estende-se por uma área de 8,17 km². Em 2010 a comuna tinha 116 habitantes (densidade: 14,2 hab./km²).